# Exolontha obscura
Exolontha obscura är en skalbaggsart som beskrevs av Zhang 1980. Exolontha obscura ingår i släktet Exolontha och familjen Melolonthidae. Inga underarter finns listade i Catalogue of Life.